# Humanitarian Service Medal
Die Humanitarian Service Medal (HSM; deutsch: Medaille für den Dienst während humanitärer Einsätze) ist eine militärische Auszeichnung der Streitkräfte der Vereinigten Staaten. 1977 per Dekret des US-Präsidenten Gerald Ford geschaffen, wird die HSM seitdem an alle Angehörigen der Streitkräfte (auch der Reserve und der Nationalgarde) für besondere Verdienste während als solche eingestufte humanitäre Einsätze verliehen. Auch der Einsatz bei der COVID-19-Pandemie kann mit dem Orden ausgezeichnet werden.

## Vergabekriterien
Die HSM wurde am 19. Januar 1977 mit der Executive Order 11965 eingeführt, rückwirkend aber auch für Einsätze ab dem 1. April 1975 verliehen. Welche Einsätze zum Erhalt der Auszeichnung berechtigen, liegt im Ermessen des US-Verteidigungsministeriums, in der Regel werden Einsätze bei Sturm-, Großfeuer-, Überschwemmungs-, Erdbeben-, Flüchtlingshilfe oder die Evakuierung von Zivilisten aus Kriegsgebieten ausgezeichnet. Die HSM kann grundsätzlich mehrfach verliehen werden, Mehrfachauszeichnungen werden in Form von Service Stars gekennzeichnet. Eine ähnliche Medaille die Civilian Award for Humanitarian Service kann vom Verteidigungsministerium auch an zivile Angehörige der Streitkräfte, US-Zivilpersonen und Ausländer vergeben werden.
Mitunter „konkurriert“ die HSM von Einsatz zu Einsatz mit zwei weiteren Auszeichnungen: vergeben wird sie nur, sofern für denselben Einsatz nicht bereits die Armed Forces Service Medal oder die Armed Forces Expeditionary Medal verliehen wurden.

## Aussehen
Die Medaille ist eine bronzefarbene Metallscheibe von 3,175 cm Durchmesser. Die Vorderseite zeigt eine geöffnete Hand, die Rückseite einen Eichenzweig mit den Schriftzügen FOR HUMANITARIAN SERVICE (oben) und UNITED STATES ARMED FORCES (dem Randverlauf folgend unten). Die Medaille wird an einem 3,5 cm breiten purpur, weiß, hellblau und schwarz gestreiften Band getragen.